# Cătălina Cristea
Cătălina Cristea (ur. 2 czerwca 1975 w Bukareszcie) – rumuńska tenisistka.
W swojej karierze najwyższe miejsce w światowym rankingu osiągnęła w lipcu 1997 roku i było to miejsce 59. W grze deblowej uzyskała lepszy wynik (miejsce 40) w sierpniu 1998 roku. Wygrała jeden turniej w grze singlowej i sześć w deblowej rangi ITF. W turniejach cyklu WTA nie wygrała żadnego turnieju singlowego, natomiast wygrała jeden turniej deblowy i było to w Warszawie w 1999 roku.

## Wygrane turnieje singlowe
|    | Data       | Turniej   | Kat. | ($)    | Naw.   | Finalistka         | Wynik         |
| 1. | 29/09/1996 | Bukareszt | ITF  | 25 000 | ziemna | Mariana Díaz-Oliva | 7:5, 3:6, 7:6 |

## Finały juniorskich turniejów wielkoszlemowych

### Gra podwójna (2)
| Końcowy wynik | Rok  | Turniej         | Nawierzchnia | Partnerka    | Przeciwniczki                  | Wynik finału |
| Finalistka    | 1991 | US Open         | Twarda       | Åsa Carlsson | Kristin Godridge Nicole Pratt  | 6:7, 5:7     |
| Finalistka    | 1993 | Australian Open | Twarda       | Åsa Carlsson | Joana Manta Ludmila Richterová | 3:6, 2:6     |